# 神崎満治郎
神崎満治郎（こうざき みつじろう、1937年－　）は、日本の法学者。元法務官僚。専門は登記法・成年後見の登記。商業登記法の第一人者。福岡県出身。「神﨑満治郎」とも表記される。
中央大学法学部通信教育課程卒業。司法書士事務所に勤務。1963年、国家公務員上級職試験甲種法律職合格。1964年、法務省入省。東京法務局登記官に任官。その後、東京法務局供託官を経て、1973年、名古屋法務局民事行政部法人登記課長補佐。1982年、東京法務局民事行政部供託第一課長。1984年、法務省法務総合研究所教官。1989年、宇都宮地方法務局長。1990年、浦和地方法務局長。1991年、横浜地方法務局長。1992年、札幌法務局長。1993年、定年退官。公証人（横浜地方法務局所属）に就任。早稲田大学大学院法学研究科客員講師（商業登記法担当、2003年まで）。2003年公証人退任。2003年より桐蔭横浜大学法学部客員教授（会社法担当）。公益社団法人成年後見センター・リーガルサポート理事。商業登記倶楽部代表理事。日本成年後見法学会常務理事。日本司法書士会連合会顧問。

## 主要著書
- 『商号・類似商号の先例と実務』（金融財政事情研究会 1982年初版・1996年第3次増補改訂版）
- 『図説商業登記法』（週刊住宅新聞社 1983年増補改訂版・2003年新訂第12版）
- 『判決による登記の実務と理論』（テイハン 1984年）
- 『法人登記入門』（テイハン 1989年）
- 『新登記用語事典』（編著 六法出版社 1994年初版・2002年第2版）
- 『ケースブック商業登記法  株式会社編』（六法出版社 1998年）
- 『ケースブック商業登記法  有限会社編』（六法出版社 2000年）
- 『会社の合併・分割, 株式の交換・移転と商業登記の手続』（六法出版社 2002年）
- 『図説新商業登記法』（週刊住宅新聞社 2007年初版・2009年改訂版）
- 『新・法人登記入門』（テイハン 2011年）
- 『商業登記・法人登記重要先例集』（編著 有斐閣 2013年）
- 『商業登記法入門』（有斐閣 2015年）
- 『実務解説わかりやすい商業登記のポイント』（日本加除出版 2015年）